# Grup de cases unifamiliars al carrer Major
El Grup de cases unifamiliars al carrer Major és una conjunt de cases de Santa Maria de Montmagastrell, al municipi de Tàrrega (Urgell) que forma part de l'Inventari del Patrimoni Arquitectònic de Catalunya. En concret, és una promoció unitària de cinc cases iguals i una sisena una mica més gran de caràcter molt poc freqüent (Villa Dolores) en els pobles petits. Les cases tenen planta baixa, pis i golfes.

## Descripció
Les cases estan construïdes amb maçoneria, amb finestres i balcons emmarcats d'obra i llindes de pedra treballada. La coberta és de teula àrab a dues aigües. En la façana, totalment unitària per les quatre cases, apreciem un aparell irregular amb carreus de pedra units amb argamassa i morter. El que ressalta són les obertures creades a la façana: en la planta baixa, cada habitatge té la porta principal, totalment rectangular, acompanyada d'una petita finestra quadrada a un lateral. Ambdós van emmarcats amb pedra.

### Villa Dolores
És una casa senyorial, de planta rectangular, la qual connecta amb el seguit de cases adossades. En tota la façana s'observa un arrebossat uniforme en el que es dibuixa un granet que li dona un toc estètic a la casa. S'estructura en dues plantes i les golfes, les quals es tradueixen a la façana principal en forma d'obertures diferents, les quals segueixen un eix definit.
La planta baixa està centralitzada per la portalada principal, de gran majestuositat. Està formada per un arc escarser ressaltada per un marc sobresortint. Cal destacar que en la part central superior destaca hi ha un bloc de pedra on s'observa la data de construcció de l'habitatge (1930). A banda i banda de la porta hi ha dues obertures més. Una en forma de finestra i l'altra en forma de porta. Ambdues segueixen el mateix sistema decoratiu que l'entrada principal (arcs rebaixats, amb els marcs sobresortint i ressaltant el perímetre de l'obertura). Tota la part inferior de la façana de Villa Dolores, és resseguida per un sòcol en relleu bastant destacable.
La planta baixa i la primera estan separades horitzontalment per un franja divisòria remarcada. A la primera planta d'habitació, s'obren quatre grans finestrals rectangulars a la façana. Dos a banda i banda, i dos més al centre units per una balconada de forja. Les golfes de la casa presenten quatre minúscules obertures disposades de la mateixa manera que la resta de pisos inferiors. Dos, a banda i banda i dos, a la part central unides. Aquestes obertures són de forma ovalada, buides per la part interior i solament decorades amb una forma geomètrica estel·lar.
A la part superior de la façana, s'hi afegeix una estructura piramidal, exempta, feta amb maons. Aquesta construcció és coronada per sis gerros circulars, disposats a distàncies iguals, que condueixen a un tester central en el que es pot llegir VILLA DOLORES dins un medalló circular. Està coronat per una garlanda vegetal i una placa ovalada superior amb una imatge orant en relleu.